# 붕대

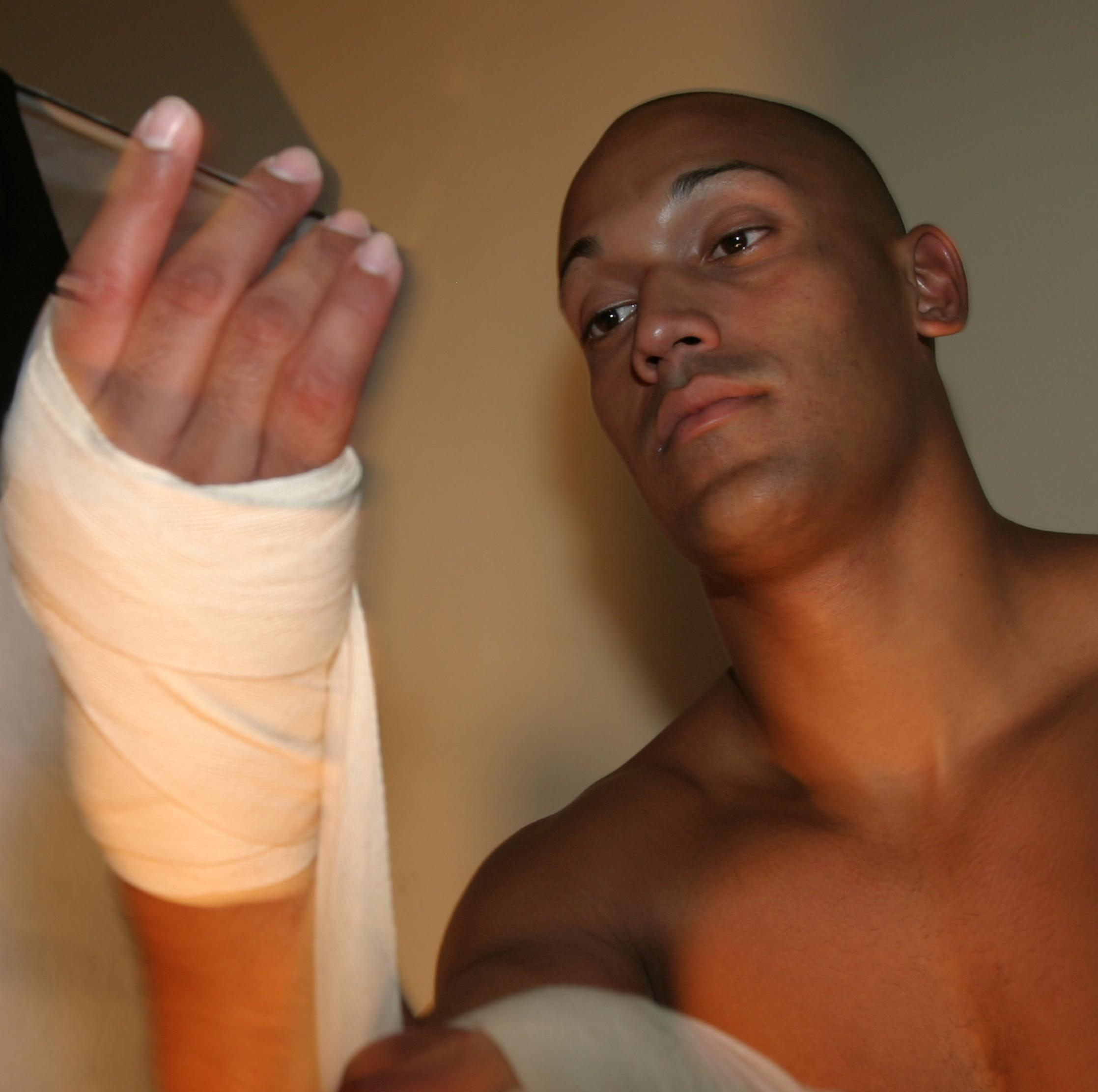
붕대로 손을 감은 남성의 모습.

붕대(繃帶)는 출혈 따위를 막거나 몸, 의학 기구 등을 지탱하기 위해 쓰이는 물질이다. 상처를 감는 소독한 헝겊을 가리키는 말이기도 하다.

## 같이 보기
- 반창고